# 大場豊千
大場 豊千（おおば とよかず、1977年7月12日 - ）は、大阪府大阪市出身の元プロ野球選手（外野手）。
父は元中日ドラゴンズ投手の大場隆広。

## 来歴・人物
上宮高校では的場直樹とバッテリーを組んだ。また三木肇も同期。1995年ドラフト4位で、読売ジャイアンツに入団。
当初は投手で、1996年オフにハワイ・ウィンターリーグに派遣されるなど期待されたが、1999年に外野手に転向した。
しかし、2001年に戦力外通告を受け、現役引退。
スコアラーを経て、2004年から二軍サブマネジャー、2007年から二軍マネジャー、2008年から兼任で副寮長を務め、2009年から副寮長専任で2年間、2010年から再び二軍マネジャーを務めている。
2015年から一軍サブマネージャー、2016年は一軍マネージャー、その後2019年から再び二軍マネージャー、2022年から再び一軍マネジャー。

## 詳細情報

### 年度別打撃成績
一軍公式戦出場なし

### 背番号
- 63 （1996年 - 2001年）